# Steven Kitshoff
Steven Kitshoff (10. února 1992, Somerset West) je ragbista hrající na levém pilíři za jihoafrický klub Stormers soutěž United Rugby Championship a za jihoafrickou reprezentaci.  
S JAR se stal v letech 2019 a 2023 mistrem světa. V roce 2019 a 2024 byl také součástí týmu, který vyhrál Rugby Championship (soutěž pro JAR, Nový Zéland, Argentinu a Austrálii). V roce 2012 se stal mistrem světa do 20 let. Reprezentační premiéru zažil v roce 2016 proti Irsku a první pětku za JAR položil v roce 2017 proti Itálii. 
S jihoafrickým klubem Stormers vyhrál jako kapitán v roce 2022 United Rugby Championship. O rok později byl jmenován do nejlepší sestavy roku té soutěže. Mezi jeho záliby patří wakeboarding. 